# Erika Brown
Erika Brown (Modesto, 27 agosto 1998) è una nuotatrice statunitense, specialista dei 100 metri stile libero.

## Palmarès
- Giochi olimpici

Tokyo 2020: argento nella 4x100m misti, bronzo nella 4x100m sl.
Parigi 2024: argento nella 4x100m sl.
- Mondiali

Budapest 2022: oro nella 4x100m misti e nella 4x100m misti mista, bronzo nei 50m sl, nella 4x100m sl e nella 4x100m sl mista.
- Mondiali in vasca corta

Hangzhou 2018: oro nella 4x50m sl, nella 4x100m sl e nella 4x50m misti, argento nella 4x200m sl.
Melbourne 2022: oro nella 4x50m sl e nella 4x100m misti, argento nella 4x100m sl e nella 4x50m misti, bronzo nella 4x200m sl.

## Primati personali
I suoi primati personali in vasca da 50 metri sono:
- 50 m stile libero: 24"57 (2020)
- 100 m stile libero: 53"42 (2019)
- 200 m stile libero: 1'57"68 (2019)
- 100 m dorso: 1'00"64 (2019)

I suoi primati personali in vasca da 25 metri sono:
- 50 m stile libero: 24"01 (2020)
- 100 m stile libero: 51"70 (2021)
- 200 m stile libero: 1'53"99 (2020)
- 100 m dorso: 57"24 (2020)
- 200 m dorso: 2'04"02 (2021)
- 100 m delfino: 56"13 (2021)

## International Swimming League
| Stagione 2020 | Stagione 2021 |
| ------------- | ------------- |
| Cali Condors  | Cali Condors  |